# Brigitte Studer
Pour les articles homonymes, voir Studer.
Brigitte Studer, née en 1955 à Bâle, est une historienne suisse. 
Elle est professeure d’histoire contemporaine à l’Institut d'histoire de l'Université de Berne à partir de 1997.

## Biographie
Brigitte Studer naît à Bâle en 1955. Son père est professeur de littérature allemande ; sa mère, enseignante de langues étrangères.
Elle grandit à Fribourg, où elle fait des études d'allemand et d'anglais. Elle milite à l'âge de 17 ans au sein du Mouvement de libération des femmes. 
Après sa licence, elle étudie à l'École des hautes études en sciences sociales de Paris. Elle obtient un doctorat en histoire à l'Université de Lausanne en 1994. Sa thèse porte sur le fonctionnement du Parti communiste suisse. 
Elle enseigne ensuite aux universités de Zurich, de Saint-Louis et de Genève. Elle est professeure d’histoire contemporaine à l’Institut d'histoire de l'Université de Berne à partir de 1997.
Elle est membre du comité du Dictionnaire historique de la Suisse, du conseil scientifique du département des Sciences de l’Homme et de la Société du CNRS à partir de 2001 et du conseil de recherche du Fonds national suisse de la recherche scientifique.

## Ouvrages
- avec François Vallotton (dir.), Histoire sociale et Mouvement ouvrier. Un bilan historiographique, 1848-1998, Éditions d’En bas et Chronos Verlag, Lausanne et Zurich, 1997.
- Parti sous influence : le Parti communiste suisse, une section du Komintern, 1931-1939, Éditions L'Âge d'Homme, 2000.
- avec José Gotovitch, Mikhaïl Narinski, Michel Dreyfus, Claude Pennetier, Henri Wehenkel, Serge Wolikow (dir.), Komintern : L'histoire et les hommes. Dictionnaire biographique de l'Internationale communiste, Éditions de l’Atelier, 2001, 604 pages
- avec Berthold Unfried et Irène Herrmann (eds.), Parler de soi sous Staline. La construction identitaire dans le communisme des années trente, Éd. de la Maison des sciences de l’homme, Paris, 2002, 210 p.
- avec Bernhard Bayerlein, Mikhaïl Narinski et Serge Wolikow, Moscou, Paris, Berlin, 1939-1941. Télégrammes chiffrés du Komintern, Éditions Tallandier, Paris, 2003.
- avec Catherine Jacques, Éliane Gubin, Florence Rochefort, Françoise Thébaud et Michelle Zancarini-Fournel (dir.), Le Siècle des féminismes, Éditions de l’Atelier, 2004, 463 p.
- avec Heiko Haumann, (de) Stalinistische Subjekte. Individuum und System in der Sowjetunion und der Komintern, 1929-1953, Zurich, 2006, 550 p. .
- La conquête d'un droit : Le suffrage féminin en Suisse (1848-1971), Neuchâtel, Livreo-Alphil, janvier 2021, 158 p. (ISBN 9782889500581)[4]